# 필드하키
필드하키(field hockey, hockey, 문화어: 지상호케이경기) 또는 지상 하키 경기는 스틱으로 상대방 골에 공을 쳐서 넣어 승부를 가르는 구기이다. 짧게 하키라고 부르기도 한다. 한 팀 선수는 11명. 골키퍼를 제외한 모든 경기자는 스틱으로만 공을 다룰 수 있다. 최근 필드하키의 강국은 네덜란드·대한민국·인도·파키스탄 오스트레일리아 등이다.

## 개요
11명으로 이뤄진 두 팀이 구부러진 막대기(스틱)로 딱딱한 공을 패스하거나 드리블해 상대편 골에 넣어 겨루는 스포츠이다.

## 역사
영국의 스포츠 연구가인 데이비드 모건에 따르면 하키의 시초는 기원전 2천 년경으로 거슬러 올라간다. 이집트 미니아의 나일강 근처에 있는 베니 핫산에서 발견된 제 16 무덤의 벽화에 두 사람이 서로 마주 서서 스틱과 같은 막대기를 마주대고 있는 장면이 발견되었다. 또 1922년 아테네 해안의 방파벽에서 템스토클레스에 의하여 조각된 양각의 조각이 발견되었다. 이 조각에는 여섯 사람의 플레이어가 그려져 있고 오늘날의 불리와 비슷한 동작을 취하고 있는 모습을 볼 수 있다. 근대 하키는 다른 경기와 비슷하게 영국에서 시작됐다. 19세기 크리켓 선수들이 경기를 할 수 없는 겨울에 시작한 것이 기원이라고 알려졌다. 영국에서 하키협회가 발족하고 규칙이 제정된 것은 1887년이다. 올림픽 채택 남자 1908년 런던 올림픽, 여자 1980년 모스크바 올림픽부터 정식 종목으로 채택됐다. 한국에는 1945년 도입됐다.

## 규칙

### 경기 장소
경기장은 폭 60야드(54.86m), 길이 100야드(91.44m)의 장방형이다. 반지름 16야드(14.63m) 부근에 골을 노리기 위한 슈팅 서클이 있고, 그 밖에는 5야드 라인이 있다. 각 골 라인의 중앙 안쪽 가장자리에서부터 7야드(6.4m) 앞쪽에 축구의 페널티킥과 비슷한 페널티샷을 때리기 위한 페널티지점(지름 15cm)이 있다.
경기장의 모든 선은 75mm의 넓이로 표시하며, 선은 경기장의 일부이다. 긴 선이 사이드 라인으로 길이는 91.44m이다. 짧은 선이 백라인으로 길이는 54.86m이다. 골은 높이 2.13m, 넓이 3.66m로서 골 네트를 치고 넓이 45cm 이내의 널빤지를 골의 3면에 설치한다.

## 대한민국
남자팀은 5개밖에 없고, (부산광역시, 인천광역시, 성남시, 국군체육부대, 김해시청) 여자팀도 6개만 존재한다.((주)KT, 인천광역시체육회, 평택시청, 아산시청, 목포시청, 경북시체육회)

### 승패
정해진 시간 안에 더 많은 득점을 올린 팀이 이긴다. 동점일 경우에는 5명씩 슛아웃(PS)을 겨룬다.

### 선수
경기장에 설 수 있는 건 한 팀 11명(골키퍼 1명 포함)이다. 각 팀은 18명의 명단을 제출한다. 선수 교체는 경기중 몇차례든 할 수 있고, 한차례 경기장에서 나간 선수가 다시 뛸 수도 있다.

### 경기 도구
아대
축구의 신가드와 같이 선수의 정강이를 지켜주는 보호대

#### 스틱
스틱은 왼쪽 면만 평면인 나무로 된 것으로, 끝을 날카롭게 깎은 것이나 금속은 사용할 수 없다. 뒷면은 둥그스름하며 길이 90-95cm, 무게 340-794g인데, 보통 510-567g이다. 굵기는 안지름 5cm의 링이 통할 수 있어야 한다.

#### 공
흰 가죽 또는 희게 칠한 가죽으로 둘러싸고 내부는 코르크 및 연사(꼰 실)로 채우는데 무게 155-165g, 둘레 23-24cm로, 야구공보다 약간 크다.

### 심판
2명이서 경기장의 1/2씩 나누어 담당하되, 필요에 따라서는 자기 쪽 사이드 라인 전체를 담당한다. 자기 담당이 아닌 지역의 판정은 못한다. 경기의 시작과 끝, 반칙이 생겼을 때, 공이 사이드 라인 또는 골 라인을 넘어갔을 때, 득점하였을 때 등을 판정한다.

### 경기 진행
경기는 양팀의 주장이 토스로써 코트를 정한 다음, 축구의 킥오프와 같은 발리로 시작된다. 스트라이킹 서클 안에서 공격측 선수가 공을 스틱으로 치거나, 스틱에 닿은 다음 골인될 때, 또는 공이 골포스트 사이의 골 라인을 완전히 통과하였을 때는 득점으로 인정된다.

### 주요 용어.규칙
- 드라이브(drive) = 윙으로부터의 크로스 패스,백으로부터의 롱패스, 강한 골 슛등 먼곳에 보내는 강한 패스나 슛에 사용하는 타구법.
- 드리블
- 라이트 풀백(right fullback) = 하프백과 골키퍼의 중간에, 그리고 레프트 백 우측에 위치하는 선수. 주로 상대 팀의 레프트 인사이드를 마크하고 하프백 및 레프트 백과의 협동 플레이와 그들을 커버링하는 역할을 한다. 라이트 백이라고도 하며, RB라고 적는다.
- 라이트 하프백(right haifback) = 포워드와 풀백 중간에, 그리고 오른쪽 사이드에 위치하는 플레이어. 주로 상대팀의 레프트 윙을 마크하며, 공격의 기점으로서 게임 메이커의 역할도 지니고 있다. RH라고 적고 라이트 하프라고 부르기도 함.
- 러닝 샷(running shot) = 뛰는 자세로서 득점하기 위하여 상대골을 향해서 스트로크하는 것. 골키퍼가 슛하는 선수의 타이밍을 읽기 힘든 이점이 있다.
- 롤인 = 사이드 라인 밖으로 벗어난 공은 손으로 그라운드에 굴려 넣는데, 축구의 스로인과 비슷하다. 이때 두 발·스틱 및 손이 사이드 라인 바깥쪽에 있어야 한다.
- 리시브
- 맨 투 맨 디펜스(man to man defence) = 방어측 팀의 한 사람 한 사람의 선수가 공격측 팀의 한 사람씩을 미리 맡아 각기 책임을 지고 마크하는 방어법. 대표적인 조직의 팀 방어법의 하나로 존 디펜스와 대칭되는 대인방어.
- 백스틱 = 스틱의 뒤쪽으로 공을 치는 행위.
- 센터 패스 = 모든 선수들이 자기측 진영에 있으면서 경기장 중앙에서 어느 방향이든 관계없이 실시하는 푸시나 히트.
- 스쿱 = 스틱의 머리 부분이 약간 공 아래쪽에 있을 때 정지되어 있거나 느리게 움직이는 공을 삽으로 뜨는 것과 같은 동작으로 지면에서 들어올리는 것.
- 스트로크 = 스틱으로 공을 플레이하거나 때리거나 밀면서 움직이는 동작.
- 어드벤티지 룰(adventage rule) = 반칙을 범한 수비팀에게 벌칙을 부여하는 것이 공격팀에게 불이익을 준다고 판단되었을 경우 그 공격상태를 그대로 유지시키는 규칙.
- 코너 = 골 라인으로부터 22.9m 이내인 곳에서 공이 수비측 경기자에게 닿은 다음 골 라인을 넘어갔을 때 주어진다. 축구에서의 코너 킥과 비슷하다. 이 밖에도 축구에서의 페널티 킥에 해당하는 페널티 코너, 오프사이드 등의 규칙이 있다.
- 킥 = 골키퍼 이외의 선수가 몸을 일부러 공에 대는 행위.
- 페널티 스트로크 = 페널티 스트로크 지점에서 공을 밀거나 플리크하거나 스쿱하는 것.
- 푸시 = 푸시는 스틱이 공 가까이에 있을 때 스틱을 미는 동작으로 경기장 지면을 따라 공을 움직이는 것이다. 푸시를 할 때 공과 스틱의 헤드는 지면에 닿아 있다.
- 프리 히트(free hit) = 상대편의 방해를 받지 않고 자유로이 공을 치는 것. 일반적인 반칙에 대해서 주어지는 것으로 축구의 프리 킥과 같다. 다른 선수는 4.6m 이상 떨어져 있어야 한다.
- 플리크 = 공이 푸시될 때 결과적으로 지면에서 들어올릴 경우 발생함.
- 하이스틱 = 어깨보다 위로 스틱을 들어올리는 것. 반칙.
- 히트 = 스틱으로 스윙하여 공을 때리는 동작.

## 같이 보기
- 대한민국 남자 하키 국가대표팀
- 대한민국 여자 필드하키 국가대표팀
- 국제 하키 연맹

## 참고 문헌
- 이 문서에는 다음커뮤니케이션(현 카카오)에서 GFDL 또는 CC-SA 라이선스로 배포한 글로벌 세계대백과사전의 내용을 기초로 작성된 글이 포함되어 있습니다.